# Lorenz Rahmstorf

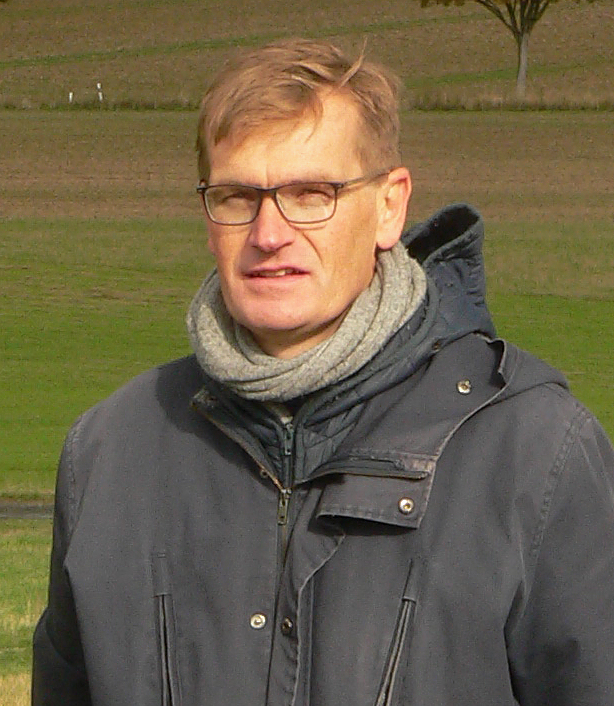
Lorenz Rahmstorf, 2022

Lorenz Rahmstorf (* 1970 in Frankfurt am Main) ist ein deutscher Prähistoriker.

## Leben
Von 1991 bis 1994 studierte er Ur- und Frühgeschichte, Klassische Archäologie und Alte Geschichte an der Universität Heidelberg. Von 1994 bis 1995 absolvierte er ein Masterstudium am Department for Archaeology der Universität Bristol (1996: Master of Arts bei Peter Warren). Nach der Promotion 2002 am Institut für Ur- und Frühgeschichte der Universität Heidelberg bei Joseph Maran mit einer Dissertation über die spätbronzezeitlichen Kleinfunde aus der mykenischen Burganlage von Tiryns war er von 2006 bis 2012 wissenschaftlicher Mitarbeiter, dann Akademischer Rat auf Zeit am Institut für Vor- und Frühgeschichte der Universität Mainz, wo er 2012 auch habilitiert wurde. 2015 bis 2016 war er Associate Professor am SAXO-Institut der Universität Kopenhagen. Seit 2017 ist er Professor für Ur- und Frühgeschichte am Seminar für Ur- und Frühgeschichte der Universität Göttingen.
Seine Forschungsschwerpunkte sind späte Kupferzeit, Bronzezeit, frühe Eisenzeit, Wirtschaftsgeschichte, Kulturkontakte und Austausch, Komparative Archäologie und Kleinfunde (besonders Gewichte).

## Schriften (Auswahl)
- Kleinfunde aus Tiryns. Terrakotta, Stein, Bein und Glas/Fayence vornehmlich aus der Spätbronzezeit (= Tiryns Bd. 16). Wiesbaden 2008, ISBN 3-89500-486-3 (Dissertation).
- mit Małgorzata Siennicka und Agata Ulanowska (Hrsg.): First textiles. The beginnings of textile manufacture in Europe and the Mediterranean. Proceedings of the EAA session held in Istanbul (2014) and the First Textiles conference in Copenhagen (2015). Oxford 2018, ISBN 978-1-78570-798-8.
- mit Edward Stratford (Hrsg.): Weights and marketplaces from the Bronze Age to the Early Modern Period. Proceedings of two workshops funded by the European Research Council (ERC). Kiel 2019, ISBN 3-529-03540-8.
- mit Gojko Barjamovic und Nicola Ialongo (Hrsg.): Merchants, measures and money. Understanding technologies of early trade in a comparative perspective. Proceedings of two workshops funded by the European Research Council (ERC). Kiel 2021, ISBN 3-529-03541-6.